# David B. Culberson
David Browning Culberson, född 29 september 1830 i Troup County i Georgia, död 7 maj 1900 i Jefferson i Texas, var en amerikansk militär och politiker (demokrat). Han var ledamot av USA:s representanthus 1875–1897.
Culberson tjänstgjorde som överstelöjtnant i sydstatsarmén i amerikanska inbördeskriget.
Culberson är begravd på Oakwood Cemetery i Jefferson i Texas. Sonen Charles A. Culberson var Texas guvernör 1895–1899.